# Escudo de Pesquera
El escudo de Pesquera es uno de los símbolos del ayuntamiento de Pesquera (Cantabria), junto a su bandera. Dicho escudo queda organizado de la manera siguiente: escudo cuartelado; 1º de gules, un rollo de oro; 2º de azul, una rueda de molino de plata; 3º de plata una bigornia al natural; 4º de gules, un libro cerrado de oro. Se timbra con la corona real de España.
El escudo fue adoptado en Asamblea Vecinal celebrada el día 4 de febrero de 2006 siendo autorizada por el Consejo de Gobierno de Cantabria el día 22 de marzo de 2007, previo informe favorable emitido por la Real Academia de la Historia con fecha 27 de diciembre de 2006.